# منحنى التسخين
منحنى التسخين أو منحنى الاحترار على عكس منحنى التبريد وهو منحنى يفصح عن مصير المادة إذا سخنت تسخينا أودى بها ألى التحول الطوري من صلب إلى سائل ثم إلى غاز. فعند تسخين مادة صلبة ما فإن درجة الحرارة تصعد صعودا انسيابيا فإذا أشرفت عى تبديل حالتها إلى الحالة السائلة تبدأ درجة الحرارة في سلوك منحنٍ أفقي، لإن الحرارة حينئذ ستستهلك في كسر وشائج التماسك بين جزيئات المادة وليس في رفع درجة الحرارة.فتثبت درجة الحرارة على مستوٍ معين طالما أنها على عتبة التحول الطوري.والمستوى الذي يحدث عنده الثبوت هو نقطة الانصهار.على سبيل المثال، عند تسخين قطعة من الثلج فإن حرارتها تبدأ في الصعود فإذا وصلت الحرارة إلى صفر°،ذاب الثلج تحول طوره إلى ماء سائل.فحينئذ ستثبت درجة الحرارة عند صفر مئوية في أثناء التحول من الثلج إلى الماء.ُفإذا تحول الثلج كله إلى سائل عاودت درجة الحرارة الصعود ولكن ليس بالضرورة آن تصعد على نفس الوتيرة السابقة لاختلاف السعة الحرارية بين طوار المادة.فإذا بلغت درجة الحرارة نقطة الغليان وهي 100° للماء، ثبتت الحرارة على هذا المستوى، فإذا تم تحول الماء إلى بخار ماء عاودت درجة الحرارة الصعود ولكن بوتيرة مختلفة.والعلة خلف ثبوت درجة الحرارة عند صفر مئوية هي أن الطاقة الحرارية المكتسبة - عندما تشرف المادة على إبدال حالتها من الصلب إلى السائل - تستغل في الإذابة وليس في التسخين.وكذلك الحال بالنسبة لثبوتها عند درجة 100 مئوية، فإن الطاقة تستهلك في تبخير الماء عوضا عن تسخينه.

## طالع
منحنى التبريد

## حواشٍ
1. ↑  Heating Curve [وصلة مكسورة] نسخة محفوظة 10 مارس 2016 على موقع واي باك مشين.
2. ↑  Heating Curve نسخة محفوظة 09 يوليو 2017 على موقع واي باك مشين.

## مناهل
محاكاة حاسوبية تفاعلية لرسم منحنى التسخين